# Guillem VIII de Montpeller
Guillem VIII de Montpeller (1157-1203) va ser senyor de Montpeller, fill i successor de Guillem VII de Montpeller i de Matilda de Borgonya.

## Biografia
El seu govern sobre la senyoria de Montpeller s'inicià sota la protecció del seu oncle Guiu de Montpeller, que fou substituït per un altre oncle, Ramon, abat d'Aniana i bisbe de Lodeva. El seu govern es caracteritzà per mantenir els seus dominis lliures de l'heretgia càtara i la protecció als trobadors. El 1181 Guilhèm va edictar una llei que permetia la llibertat d'ensenyament de la medicina sense restriccions a tots els grups de diverses religions que conformaven la població. Arran d'aquesta llei, la ciutat conegué un desenvolupament considerable que consolidà i augmentà el seu vessant mèdic i científic. Quan va morir el 1202, en el seu testament deixà els seus territoris i els seus descendents sota la protecció d'en Pere I.

## Matrimoni
Guilhèm es casà dues vegades. Arran dels dos matrimonis tingué 10 fills (3 filles i 7 fills). El seu segon casament amb Agnès de Castella generà molts conflictes amb l'Església, i dos papes no el volgueren reconèixer. A conseqüència els fills nascuts d'aquesta darrera unió no van ser legitimats.
- 1. ∞ 1181, Eudòxia Comnena. Només tingueren una filla:
  - Maria de Montpeller

El 1187 repudià la seva muller i s'uní amb Agnès, parenta de Sança de Castella, malgrat que l'enllaç no fou reconegut per l'església
- 2. ∞ 1187, Agnès. Fills:
  - Guilhèm IX de Montpeller, que li succeí el 1202, però fou destituït en ésser declarat bastard el 1204.
  - Bernat Guillem de Montpeller